# مرغ جنگلی سبز
مرغ جنگلی سبز (نام علمی: Gallus varius) نام یک گونه از سرده مرغ جنگلی است.